# Rivierlandschap met een veerboot
Rivierlandschap met een veerboot is een landschapsschilderij van de Nederlandse kunstschilder en tekenaar Salomon van Ruysdael. Het kunstwerk wordt bewaard in het Rijksmuseum in Amsterdam. Andere gehanteerde titels voor dit schilderij zijn Rivierlandschap met veerboot en Rivierlandschap met veerboot, een kerk in de verte.

## Voorstelling
Op het schilderij is een Hollands rivierlandschap te zien met op de voorgrond een volle veerboot met elf mensen, vier paarden, twee koeien en vijf honden aan boord. Rechts is de rivieroever te zien die is begroeid met wilgenvloedbos. Links is de watermassa van de rivier te zien die zich uitstrekt tot aan de horizon. Op de rivier varen zeilboten; deze zitten (net als de veerboot op de voorgrond) vol met passagiers. In de verte is een kerk te zien en door de wilgen heen ziet men op de achtergrond een kasteel met een ooievaarsnest.